# Haguaynin Panaca

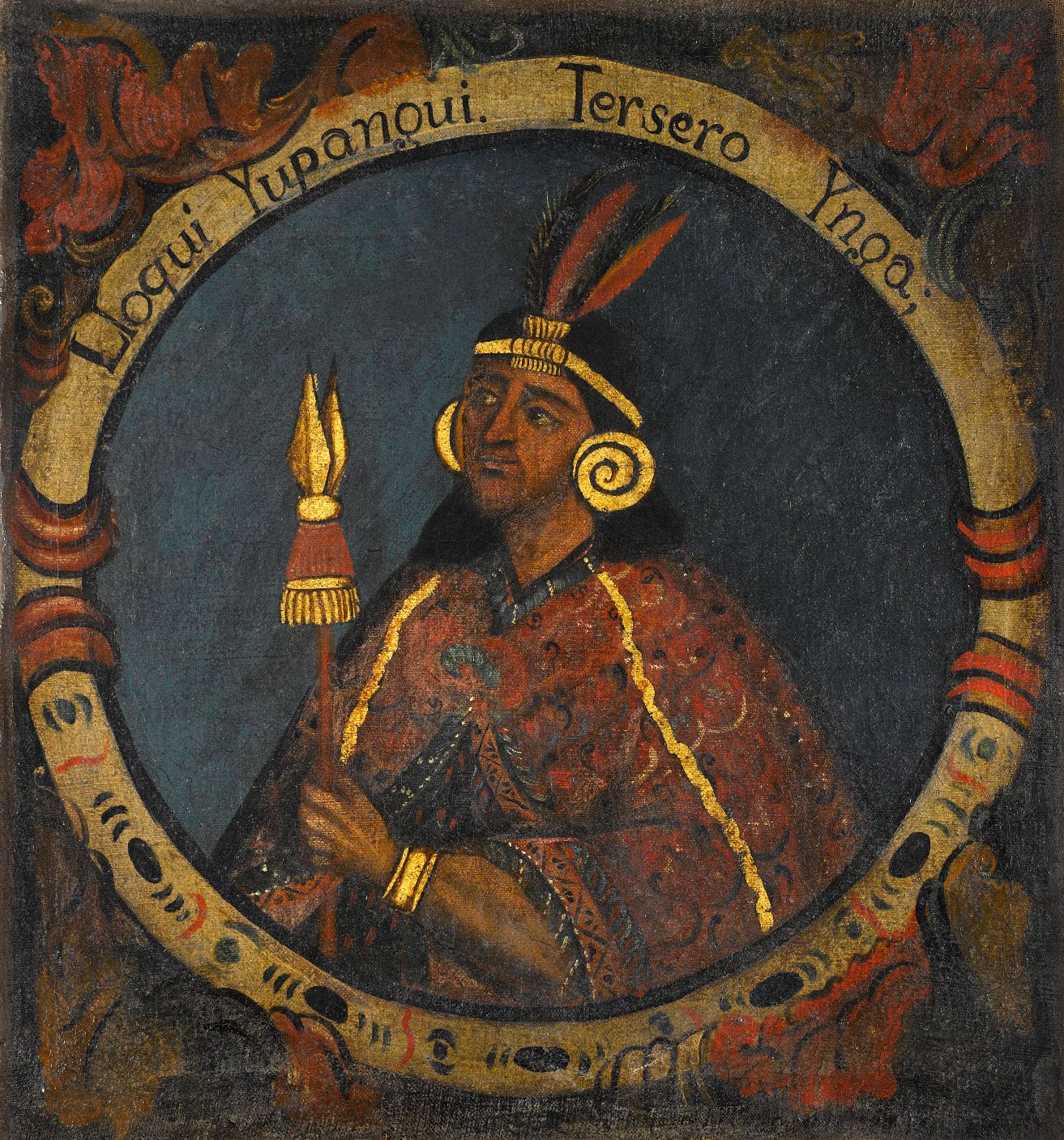
Brooklyn Museum: representación de Lloqui Ypanqui, tercer Inca del Cuzco

Haguaynin Panaca es el nombre del linaje o panaca compuesto por los descendientes de Lloque Yupanqui, tercer Inca del Cuzco.
Esta panaca no jugó un papel político importante en los tiempos previos a la Conquista española, aunque conservaba importantes funciones religiosas. Se puede identificar a sus miembros como los sacerdotes llamados tarpuntaes, quienes en el mes del Inti Raymi, alrededor del solsticio de junio, iniciaban el año agrícola. Según Cristóbal de Molina, iban en peregrinación a las fuentes del río Urubamba o Vilcanota, donde estaba el templo del Sol llamado Villcanota, en el lugar conocido ahora como La Raya. El propósito de este itinerario era vitalizar al Sol para que enviase las aguas del río durante el nuevo año agrícola.
Dentro de sus otras funciones rituales, según Bernabé Cobo, esta panaca estaba encargada del culto del segundo ceque del Collasuyo. Las huacas de este ceque eran las siguientes:
- La primera era Limacpampa, un lugar plano donde se realizaba la fiesta de la cosecha del maíz, cerca del monasterio de Santo Domingo.
- La segunda, Raquiancalla, un pequeño cerro donde se guardaban ídolos de los cuatro suyus.
- La tercera, Sausero, un maizal que los Incas araban personalmente para iniciar ritualmente el ciclo agrícola.
- La cuarta, Omatalispacha, una chacra donde se adoraba un manantial en medio de ella.
- La quinta, Oscollo, un terreno llano.
- La sexta, Tuyno Urco, un grupo de piedras cerca del pueblo de Cayra.
- La séptima, Palpancay puquiu, un manantial cerca a un cerro de Cayra.
- La última era Collocalla, un mojón cerca al camino que pasaba por una quebrada.

Durante las informaciones que mandó hacer el virrey Toledo, se mencionan a don García Ancuy, Hernando Guallpa y Miguel Rimachi Mayta como representantes de esta panaca.